# Mamillariella geniculata
Espèce
Statut de conservation UICN

 EN B1+2cd : En danger
Mamillariella geniculata est une espèce de plantes de la famille des Leskeaceae.

## Publication originale
- Visnyk Kyyivs'koho Botanichnoho Sadu 17: 104. 1934.